# Lluís Boixet
Lluís Boixet (Bellpuig, Urgell, Segle XIX) fou un organista i mestre de minyons. Fou membre de la família dels Boixet.

## Activitat
Els seus inicis en l'estudi i la pràctica de la música va ser gràcies als germans Josep Ribera i Miró i Cosme Ribera i Miró, tots dos de la població d'Albi de les Garrigues.

Des de l'any 1842, es va dedicar a ser organista a l'església i mestre de minyons a Santa Maria de l'Albi, a les Garrigues. Formava part de la nissaga d'ensenyants de música, dels organistes i també dels mestres d'escola dels quals pertanyien les famílies dels Vilamur, els Planella i la seva família, la dels Boixet.

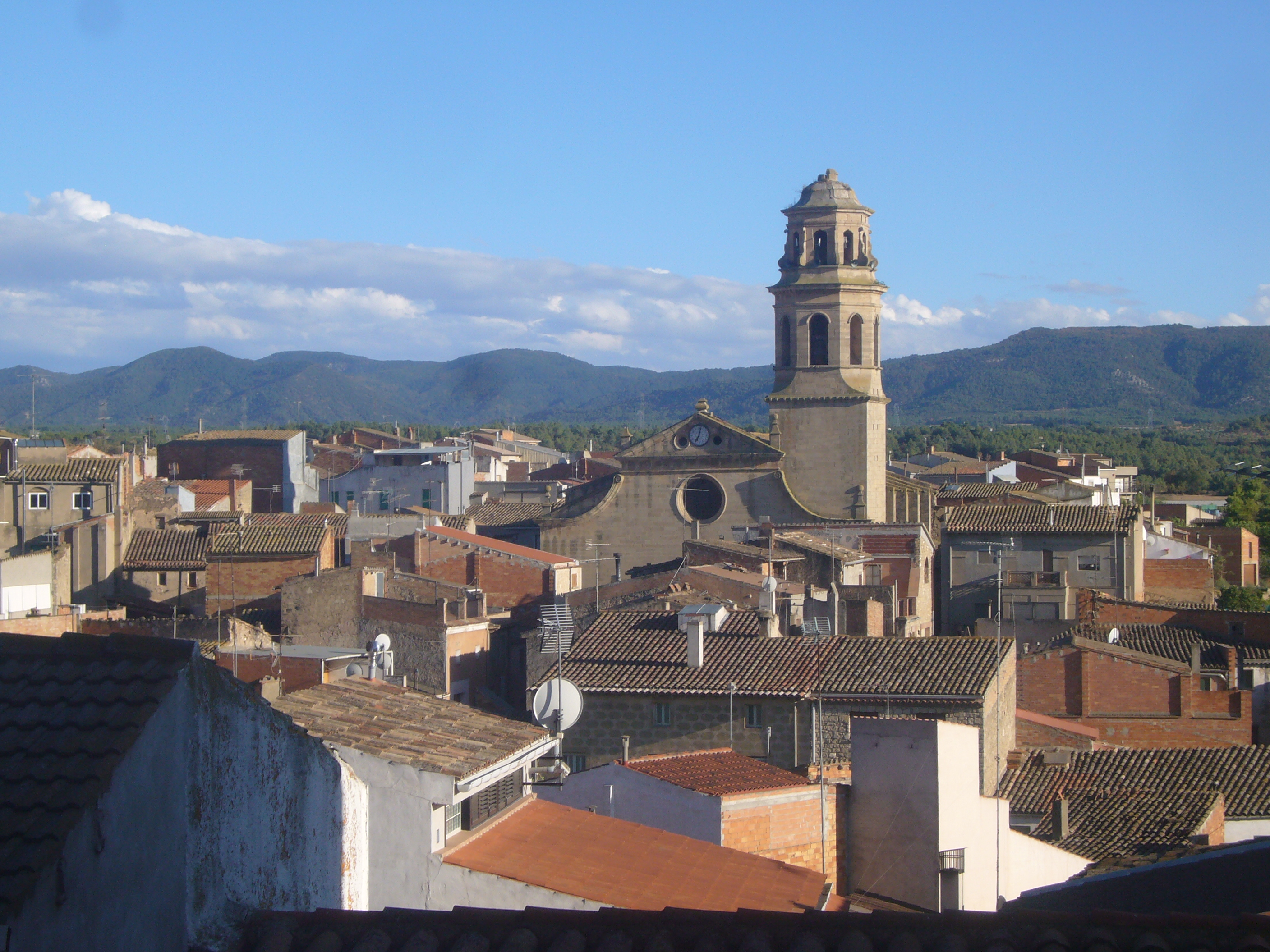
Imatge de l'església de Santa Maria al centre